# 1371

## Události
České země
- Ostrava začíná budovat městské hradby

Svět
- 22. srpna – Bitva u Baesweiler
- 26. září – Bitva u řeky Marica
- Byzantská říše se stává vazalem Osmanské říše

## Narození
- 23. dubna – Vilém II. Míšeňský, míšeňský markrabě († 1425)
- 28. května – Jan Nebojácný, burgundský vévoda († 10. září 1419)
- 30. prosince – Vasilij I., velkokníže moskevský († 27. února 1425)
- ? – Petr Cauchon, biskup z Beauvais a hlavní soudce procesu s Janou z Arku († 18. prosince 1442)
- ? – Čeng Che, čínský dvořan, diplomat a námořní objevitel († 1435)
- ? – Leopold IV. Habsburský, vévoda rakouský a hrabě tyrolský († 1411)
- ? – Marie Uherská, uherská a chorvatská panovnice († 1395)
- ? – Valentina Visconti, vévodkyně orleánská († 4. prosince 1408)
- ? – Jakoubek ze Stříbra, český náboženský spisovatel a teolog († 9.–10. srpna 1429)

## Úmrtí
- 17. února – Ivan Alexandr, bulharský car (* 1331)
- 22. února – David II., král skotský (* 5. března 1324)
- 4. března – Jana z Évreux, francouzská a navarrská královna jako manželka Karla IV. (* 1310)
- 16. září – Johana Francouzská, francouzská princezna (* květen 1351)
- ? – Adéla Hesenská, polská královna jako manželka Kazimíra III. (* 1324)
- ? – Jan Neplach, opatovický opat a kronikář (* 23. února 1322)
- ? – Štěpán Uroš V., srbský car (* 1336)

## Hlavy státu
- České království – Karel IV.
- Moravské markrabství – Jan Jindřich
- Svatá říše římská – Karel IV.
- Papež – Urban V. – Řehoř XI.
- Anglické království – Eduard III.
- Byzantská říše – Jan V. Palaiologos
- Dánsko – Valdemar IV.
- Francouzské království – Karel V.
- Kastilie – Jindřich II.
- Lucemburské vévodství – Václav Lucemburský
- Norsko – Haakon VI. Magnusson
- Osmanská říše – Murad I.
- Polské království – Ludvík I.
- Portugalsko – Ferdinand I.
- Švédsko – Albrecht Meklenburský
- Uherské království – Ludvík I.